# Resteessen

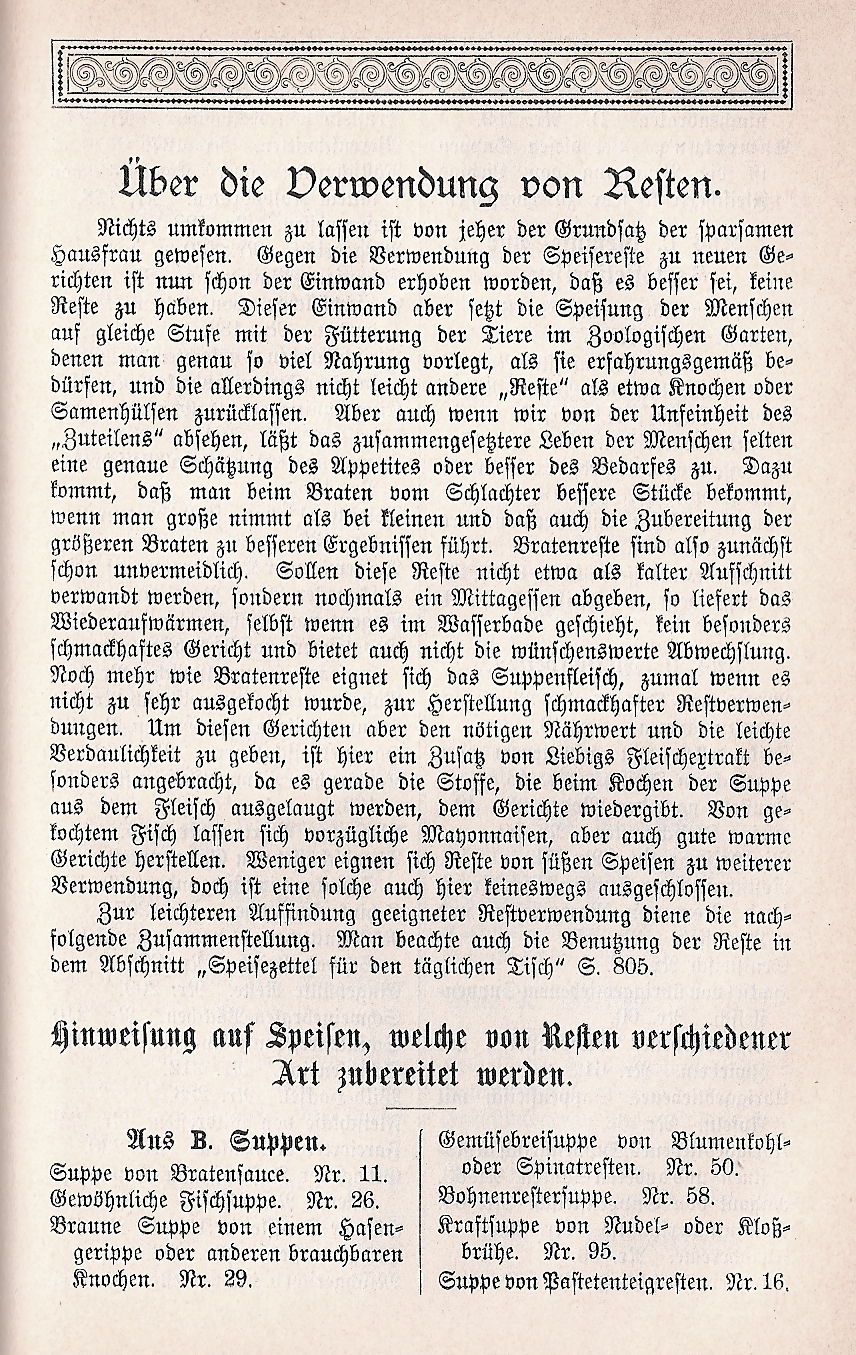
Über die Verwendung von Resten (aus: Luise Holle, Henriette Davidis Praktisches Kochbuch (1904))

Unter Resteessen (früher auch Rester-Essen) versteht man den Verzehr und die Aufbereitung von Gerichten, deren Zutaten ganz oder teilweise von vorangegangenen Mahlzeiten stammen (Speisereste).
Einerseits können Lebensmittel und zubereitete Lebensmittel, die für den menschlichen Verzehr vorgesehen waren und bei der Zubereitung oder nach dem Servieren absichtlich oder unabsichtlich übrig geblieben sind, bei der darauf folgenden Mahlzeit verwendet werden. So zum Beispiel Reste des Frühstücks zum Mittagessen, beziehungsweise Reste des Mittagessens zum Abendessen. Andererseits können Reste auch verwendet werden, um neue Hauptmahlzeiten an darauffolgenden Tagen zuzubereiten. So wird zum Beispiel das traditionelle und im angelsächsischen Raum weit verbreitete walisische Gericht Shepherd’s Pie gerne im Privathaushalt auch aus Fleischresten des Sonntagsbratens (Sunday roast) hergestellt.

## Resteessen im europäischen Kulturkreis
In deutschsprachigen Kochbüchern werden Rezepte zur Zubereitung von Resteessen meist unter der Überschrift „Resteverwertung“ zusammengefasst. So findet man zum Beispiel im „Dr. Oetkers Schulkochbuch“ um 1920 unter dem Kapitel „Die Verwendung von Speiseresten“, dass sich Reste nie ganz vermeiden lassen könnten und dass Reste vom Mittagessen am Abend in den meisten Haushalten wieder aufgewärmt werden.

## Resteessen im indischen Kulturkreis
Im indischen beziehungsweise hinduistischen Kulturkreis ist die Wiederverwendung von Essensresten eine äußerst sensible Kategorie innerhalb des traditionellen indischen Denkens. Unter bestimmten Umständen wird Resteessen positiv angesehen, meist jedoch birgt das Essen von Resten die Gefahr der moralischen Entwürdigung und des Ansehensverlustes. Da sich traditionelle und religiöse Verbote der Wiederverwendung von Speiseresten überwiegend auf Speisen, die mit Körperflüssigkeiten anderer, wie zum Beispiel Speichel, in Berührung kamen beziehen, umgeben Speisereste bei traditionellen, umgangsformenbewussten Hindus eine Art negative Assoziationsaura. Mit zunehmender Urbanisierung und Globalisierung sowie einem Aufweichen der traditionellen Trennung zwischen den einzelnen Gesellschaftsgruppen des indischen Kastenwesens werden unterschiedliche Essensverhalten als unterschiedliche Konsumverhalten angesehen, die losgelöst von moralischen Tabus und Vorschriften sind. So gibt es viele moderne indische Kochbücher, die Rezepte zum Resteessen enthalten. Ikonoklastischere Varianten dieser Kochbücher beinhalten zum Beispiel die Essenszubereitung aus Abfällen.

## Lebensmittelsicherheit
Die Länge und Art der Aufbewahrung von Essensresten zur Wiederverwendung beim Resteessen ist Gegenstand zahlreicher bakteriologischer Untersuchungen. Die American Dietetic Association hat Richtlinien zur Haltbarkeit von Essensresten herausgegeben. So können bei einer Temperatur von 4 °C oder niedriger frisch gekochtes Gemüse und Suppen zwischen drei und vier Tagen, gekochtes oder gebratenes Fleisch zwischen ein und fünf Tagen und gekochte oder gebratene Fischgerichte zwischen ein und zwei Tagen aufbewahrt werden.